# Tsunekazu Ishihara
Tsunekazu Ishihara (石原恒和) (nascut el 27 de novembre de 1957 a la ciutat de Toba, Mie) és un dissenyador, director, productor i empresari de videojocs japonès que és el president de The Pokémon Company. Abans de treballar amb la sèrie Pokémon, Ishihara va formar part d'Ape Inc. i va treballar en títols com EarthBound, i anys més tard va fundar Creatures Inc.
El 1983, va completar un màster en Art i Disseny a la Universitat de Tsukuba. Després de la seva graduació, es va incorporar a Ape Inc. el 1991, on va treballar en el desenvolupament de diversos videojocs,[3] entre d'altres Mario & Wario (1993) i EarthBound (1994). El 1995, després de deixar Ape Inc., Ishihara va fundar l'empresa de desenvolupament Creatures, amb l'ajuda de Satoru Iwata.
El treball d'Ishihara amb Pokémon, en el qual va estar involucrat des de les primeres etapes de desenvolupament durant la dècada de 1990, el va tenir com a productor de Creatures, tot i que també es va centrar molt en productes amb llicència i derivats com el joc de cartes comercials de Pokémon. També va ser crucial en el desenvolupament de Pokémon Go, havent donat suport al concepte d'un joc de Pokémon basat en la ubicació.

## Jocs
A la següent llista només apareixen els jocs anteriors a ser nombrat president de The Pokémon Comanya, ja que a partir d'aquesta data apareix sempre com a productor executiu.
- Otocky (1987) - Sedic
- Mendel Palace (1989) - Special Thanks
- Knight Move (1990) - Productor
- Yoshi (1991) -Productor
- Tetris 2 + BomBliss (1991) - Creador dels trencaclosques, Productor
- Super Tetris 2 + BomBliss (1992) - Supervisor de Bombliss, Creador dels trencaclosques
- Monopoly (Super Famicom) (1993) - Director
- Sanrio World Smash Ball! (1993) - Director
- Mario & Wario (1993) - Productor
- EarthBound (1994) - Artista d'efectes especials, Creador dels trencaclosques
- Mario's Picross (1995) - Director
- The Monopoly Game 2 (1995) - Cap de projecte
- Tetris Blast (1995) - Supervisor
- Mario's Super Picross (1995) - Director, Dissenyador gràfic de pantalla
- Pokémon Red and Green (1996) - Productor
- Pokémon Blue (1996) - Productor
- Picross 2 (1996) - Director
- Pocket Monsters Stadium (1998) - Productor
- Pokémon Yellow (1998) - Productor
- Hey You, Pikachu! (1998) - Productor
- Pokémon Trading Card Game (1998) - Productor
- Super Smash Bros. (1999) - Personal del joc original (Supervisor de productes Pokémon)
- Pokémon Snap (1999) - Productor
- Pokémon Pinball (1999) - Productor
- Pokémon Stadium (1999) - Productor
- Pokémon Gold and Silver (1999) - Productor
- Custom Robo (1999) - Productor
- Doshin the Giant (1999) - Productor executiu
- Pokémon Puzzle Challenge (2000) - Productor
- Pokémon Puzzle League (2000) - Supervisor de llicències
- Custom Robo V2 (2000) - Supervisor
- Pokémon Card GB2: Here Comes Team GR! (2000) - Productor
- Pokémon Crystal (2000) - Productor
- Pokémon Stadium 2 (2000) - Productor